# Riksviceamiral
Riksviceamiral är den näst högsta flaggmans- eller amiralsgraden i Sverige 1610–1614 och 1653–1657. Den innehades 1610–1612 av Göran Nilsson Gyllenstierna, 1612–1614 av Hans Bjelkenstjerna samt 1653–1657 av Carl Gustaf Wrangel.